# Papaipema limpida
Papaipema limpida là một loài bướm đêm trong họ Noctuidae.